# Nikdy není pozdě
Nikdy není pozdě (v anglickém originále Ricki and the Flash) je americký hraný film z roku 2015. Natočil jej režisér Jonathan Demme podle scénáře, jehož autorkou byla Diablo Cody. Jde o Demmeův vůbec poslední hraný film (v roce 2017 zemřel). Hlavní roli ve filmu hraje Meryl Streepová. Její postava Linda Brummel (Ricki Rendazzo) je hudebnice, která se vzdala svého soukromého života ve prospěch kariéry. Jejího manžela ve filmu hraje Kevin Kline, dceru pak hereččina skutečná dcera Mamie Gummer. Dále ve filmu hráli například Bernie Worrell, Rick Springfield a Rick Rosas. Rosasovi, který ke konci natáčení zemřel, byl film věnován. V titulcích je rovněž poděkováno hudebníkovi Neilu Youngovi, a to ze dvou důvodů: Prvním je, že dal Meryl Streepové první lekce hry na kytaru, a druhou, že přivedl Rosase do tohoto snímku.